# Gilles Maignan
Gilles Maignan (født 30. juli 1968 i Argenteuil) er en tidligere fransk professionel landevejscykelrytter.